# Migliori prestazioni italiane nel lancio del martello

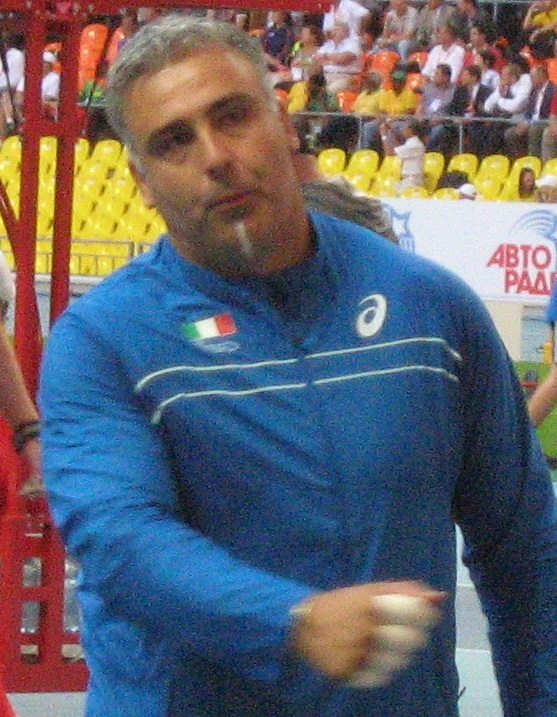
Nicola Vizzoni, terzo italiano di tutti i tempi nel lancio del martello

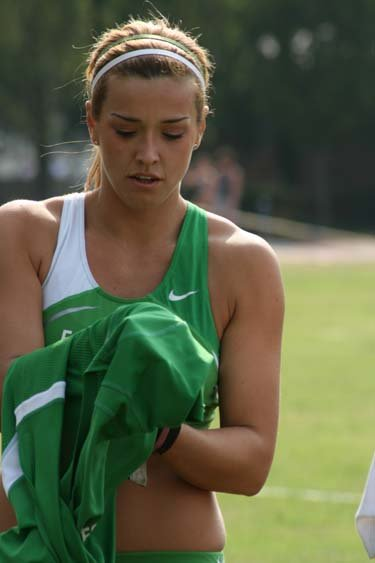
Silvia Salis detiene la quarta miglior prestazione nazionale nella specialità

La lista delle migliori prestazioni italiane nel lancio del martello, aggiornata periodicamente dalla Federazione Italiana di Atletica Leggera, raccoglie i migliori risultati di tutti i tempi degli atleti italiani nella specialità del lancio del martello.

## Maschili
Statistiche aggiornate al 2 ottobre 2022.
|     | Misura  | Atleta             | Luogo           | Data             |
| --- | ------- | ------------------ | --------------- | ---------------- |
| 1.  | 81,64 m | Enrico Sgrulletti  | Ostia           | 9 marzo 1997     |
| 2.  | 80,98 m | Loris Paoluzzi     | Pescara         | 4 luglio 1999    |
| 3.  | 80,50 m | Nicola Vizzoni     | Formia          | 14 luglio 2001   |
| 4.  | 79,97 m | Marco Lingua       | Bydgoszcz       | 1º luglio 2008   |
| 5.  | 79,08 m | Lorenzo Povegliano | Codroipo        | 12 maggio 2012   |
| 6.  | 78,16 m | Giampaolo Urlando  | Walnut          | 25 luglio 1984   |
| 7.  | 78,02 m | Lucio Serrani      | Milano          | 6 settembre 1988 |
| 8.  | 77,94 m | Orlando Bianchini  | Milano          | 27 giugno 1984   |
| 9.  | 77,48 m | Giuliano Zanello   | Mereto di Tomba | 25 maggio 1986   |
| 10. | 76,33 m | Simone Falloni     | Rieti           | 23 aprile 2021   |

## Femminili
Statistiche aggiornate al 14 luglio 2023.
|     | Misura  | Atleta            | Luogo      | Data           |
| --- | ------- | ----------------- | ---------- | -------------- |
| 1.  | 75,77 m | Sara Fantini      | Madrid     | 18 giugno 2022 |
| 2.  | 73,59 m | Ester Balassini   | Bressanone | 25 giugno 2005 |
| 3.  | 72,46 m | Clarissa Claretti | Cagliari   | 19 luglio 2008 |
| 4.  | 71,93 m | Silvia Salis      | Savona     | 18 maggio 2011 |
| 5.  | 69,02 m | Rachele Mori      | Lucca      | 4 giugno 2023  |
| 6.  | 67,33 m | Elisa Palmieri    | Torino     | 25 giugno 2011 |
| 7.  | 66,90 m | Laura Gibilisco   | Siracusa   | 5 aprile 2008  |
| 8.  | 66,72 m | Cecilia Desideri  | Lucca      | 28 maggio 2022 |
| 9.  | 66,56 m | Nadia Maffo       | Fresno     | 29 aprile 2022 |
| 10. | 66,24 m | Micaela Mariani   | Rovereto   | 19 luglio 2014 |